# Бутоли (Фиренца)
Бутоли је насеље у Италији у округу Фиренца, региону Тоскана.
Према процени из 2011. у насељу је живело 14 становника. Насеље се налази на надморској висини од 450 м.